# 张自忠路 (武汉)
张自忠路 是武汉市江岸区一条从西北部的中山大道到东南的沿江大道的单向二车道道路，总长429米，为纪念张自忠将军而命名。